# Laussona
Laussonne és un municipi francès situat al departament de l'Alt Loira i a la regió d'Alvèrnia-Roine-Alps. L'any 2007 tenia 991 habitants.

## Demografia

### Població
El 2007 la població de fet de Laussonne era de 991 persones. Hi havia 399 famílies de les quals 117 eren unipersonals (44 homes vivint sols i 73 dones vivint soles), 125 parelles sense fills, 125 parelles amb fills i 32 famílies monoparentals amb fills.
La població ha evolucionat segons el següent gràfic:
Habitants censats

### Habitatges
El 2007 hi havia 608 habitatges, 399 eren l'habitatge principal de la família, 147 eren segones residències i 61 estaven desocupats. 534 eren cases i 74 eren apartaments. Dels 399 habitatges principals, 281 estaven ocupats pels seus propietaris, 110 estaven llogats i ocupats pels llogaters i 8 estaven cedits a títol gratuït; 26 tenien dues cambres, 72 en tenien tres, 132 en tenien quatre i 169 en tenien cinc o més. 273 habitatges disposaven pel capbaix d'una plaça de pàrquing. A 171 habitatges hi havia un automòbil i a 174 n'hi havia dos o més.

### Piràmide de població
La piràmide de població per edats i sexe el 2009 era:
| Homes | Edats   | Dones |
| ----- | ------- | ----- |
| 0     | 95 o +  | 12    |
| 0     | 90 a 94 | 12    |
| 20    | 85 a 89 | 32    |
| 0     | 80 a 84 | 24    |
| 48    | 75 a 79 | 12    |
| 16    | 70 a 74 | 28    |
| 12    | 65 a 69 | 36    |
| 28    | 60 a 64 | 16    |
| 12    | 55 a 59 | 28    |
| 32    | 50 a 54 | 28    |
| 48    | 45 a 49 | 44    |
| 24    | 40 a 44 | 20    |
| 28    | 35 a 39 | 28    |
| 48    | 30 a 34 | 48    |
| 24    | 25 a 29 | 24    |
| 40    | 20 a 24 | 8     |
| 32    | 15 a 19 | 48    |
| 28    | 10 a 14 | 12    |
| 40    | 5 a 9   | 20    |
| 8     | 0 a 4   | 12    |

## Economia
El 2007 la població en edat de treballar era de 615 persones, 475 eren actives i 140 eren inactives. De les 475 persones actives 447 estaven ocupades (258 homes i 189 dones) i 28 estaven aturades (14 homes i 14 dones). De les 140 persones inactives 50 estaven jubilades, 50 estaven estudiant i 40 estaven classificades com a «altres inactius».

### Ingressos
El 2009 a Laussonne hi havia 398 unitats fiscals que integraven 974,5 persones, la mediana anual d'ingressos fiscals per persona era de 16.472 €.

### Activitats econòmiques
Dels 41 establiments que hi havia el 2007, 2 eren d'empreses extractives, 2 d'empreses alimentàries, 1 d'una empresa de fabricació d'altres productes industrials, 16 d'empreses de construcció, 6 d'empreses de comerç i reparació d'automòbils, 1 d'una empresa de transport, 6 d'empreses d'hostatgeria i restauració, 1 d'una empresa financera, 1 d'una empresa de serveis, 4 d'entitats de l'administració pública i 1 d'una empresa classificada com a «altres activitats de serveis».
Dels 24 establiments de servei als particulars que hi havia el 2009, 1 era una oficina de correu, 1 una oficina bancària, 2 tallers de reparació d'automòbils i de material agrícola, 6 paletes, 2 guixaires pintors, 4 fusteries, 2 lampisteries, 3 electricistes, 1 perruqueria i 2 restaurants.
Dels 4 establiments comercials que hi havia el 2009, 1 era una botiga de menys de 120 m², 1 una fleca, 1 una carnisseria i 1 un drogueria.
L'any 2000 a Laussonne hi havia 48 explotacions agrícoles que ocupaven un total de 1.988 hectàrees.

## Equipaments sanitaris i escolars
L'únic equipament sanitari que hi havia el 2009 era una ambulància.
El 2009 hi havia 2 escoles elementals.

## Poblacions més properes
El següent diagrama mostra les poblacions més properes.